# 葡萄膜炎
葡萄膜炎（英語：Uveitis）是指葡萄膜（包括虹膜、睫狀體及脉络膜）的發炎的眼疾，最常見者為急性前段葡萄膜炎，又分虹膜炎（iritis）及虹膜睫状体炎（iridocyclitis）两种。慢性全葡萄膜炎（chronic panuveitis）為罕見疾病。葡萄膜炎發病原因至今不甚清楚，主要是自體免疫系統的問題，很有可能是自發性或反應性關節炎。
臨床症狀上，常會有眼睛紅、畏光、疼痛、流淚、眼压高以及視力模糊的情形，嚴重者可導致失明。不具傳染性。治療上，若是眼壓高者，需使用散瞳劑來降眼壓；嚴重發炎者，需使用類固醇藥劑消炎。大部分的虹彩炎在治癒之後，視力與發炎情況可以回復正常，可是如果反覆發作，容易造成虹膜粘黏、白內障或青光眼等的併發症。

## 分類
葡萄膜炎可按發炎部位分為前段、中段、後段及全葡萄膜炎。前段葡萄膜炎最為常見，其他葡萄膜炎有時會合稱為非感染性非前段（NINA）葡萄膜炎，屬罕見疾病，香港僅有約350名患者。
前段葡萄膜炎可再細分為虹膜睫狀體炎及虹膜炎。虹膜炎是指 前房及虹膜的炎症。虹膜睫狀體炎則指虹膜及睫狀體同時發炎，並主要局限於睫狀體。66% - 90%的葡萄膜炎個案屬於此類。本病有急症及慢性病兩種情形。
中段葡萄膜炎是指玻璃体內發炎，或發炎產物積聚在玻璃体內。
後段葡萄膜炎是指视网膜和脉络膜發炎。
全葡萄膜炎是指葡萄膜炎的所有分層都出現發炎，包括虹膜、睫狀體、脉络膜。

## 外部連結
- 與虹同行 （页面存档备份，存于）（香港葡萄膜炎病人互助組織）